# Suica
Suica (スイカ, Suika). Significa "Super Urban Intelligent Card" ("Super Cartão Urbano Inteligente"), é um cartão inteligente japonês de pagamento por aproximação que dispensa o uso de senha ou contato com o leitor de cartão crédito, sendo necessário apenas aproximar o cartão ao leitor para realizar o débito diretamente do cartão previamente recarregado em caixa eletrônico da empresa Suica, em estações de trem ou agências bancárias. Inicialmente era utilizado apenas como Passagem (Ticket eletrônico) nas linhas ferroviárias e metroviárias japonesas. Hoje o cartão é largamente aceito como forma de dinheiro eletrônico para realizar compras em lojas ou quiosques.
Em 2007, cerca de 20 milhões de cartões de crédito Suica estavam em circulação.

## Etimologia
Suica significa "Super Urban Intelligent Card" ("Super Cartão Urbano Inteligente"), a pronúncia em japonês significa Melancia, "suika". E o logo, o "ic" é as iniciais de circuito integrado, a tecnologia utilizada no cartão é comumente usada no japão.

## Funcionamento

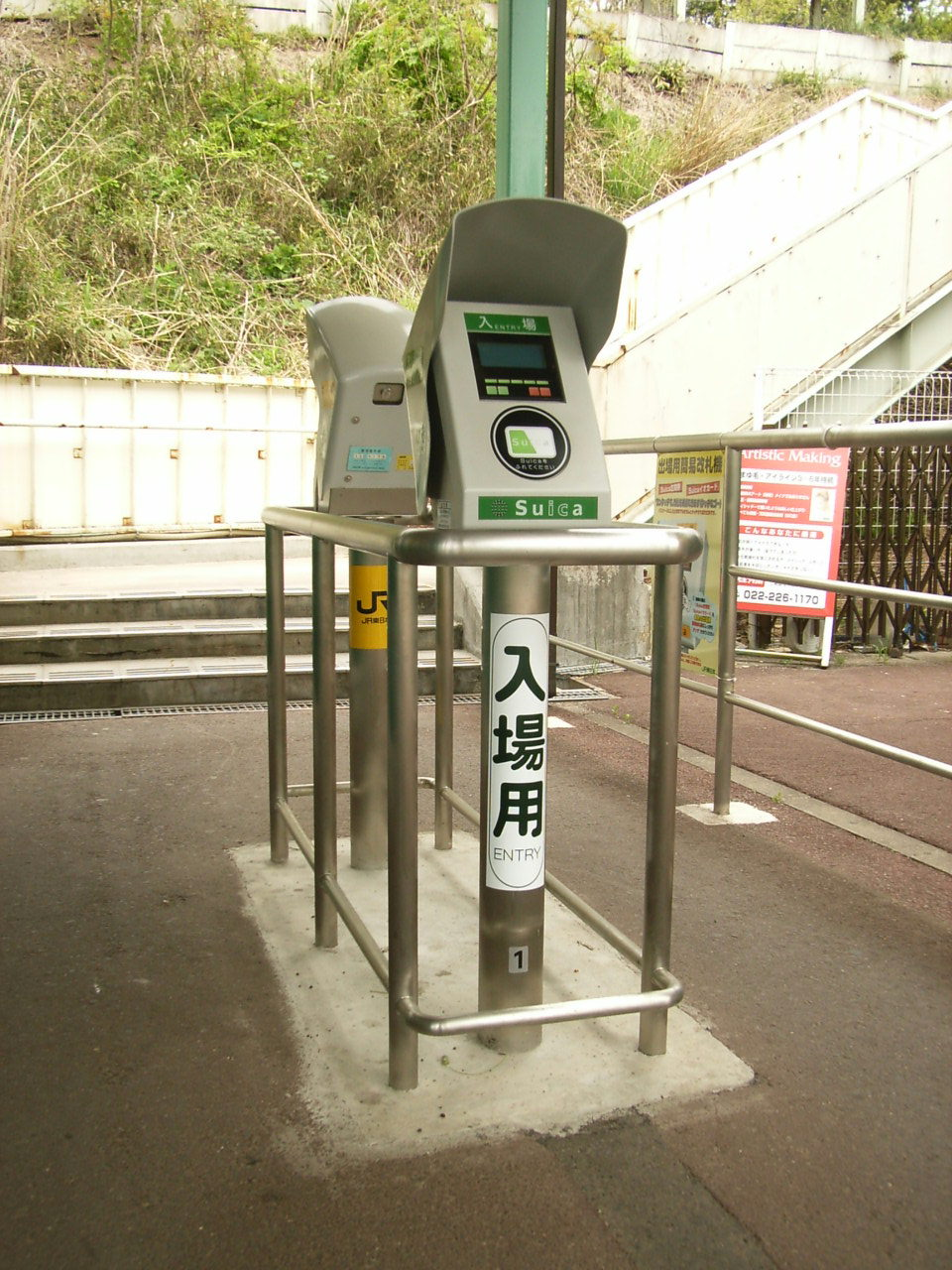
Catraca Eletrônica de cartões Suica para acesso à estação de ferroviária.

O uso do cartão envolve apenas o passar sobre o leitor de cartão, permitindo a leitura a alguns centímetros de distância, dispensando o contato. É comum para os japoneses deixarem o cartão no bolso, assim ele é ativado só ao passar perto de catracas no metrô.
O saldo do cartão é exibido quando se passa em catracas no metrô. Ao entrar na estação, é cobrado apenas um valor mínimo, que não é debitado no momento, ocorrendo apenas ao sair da estação de destino.

## Tecnologia

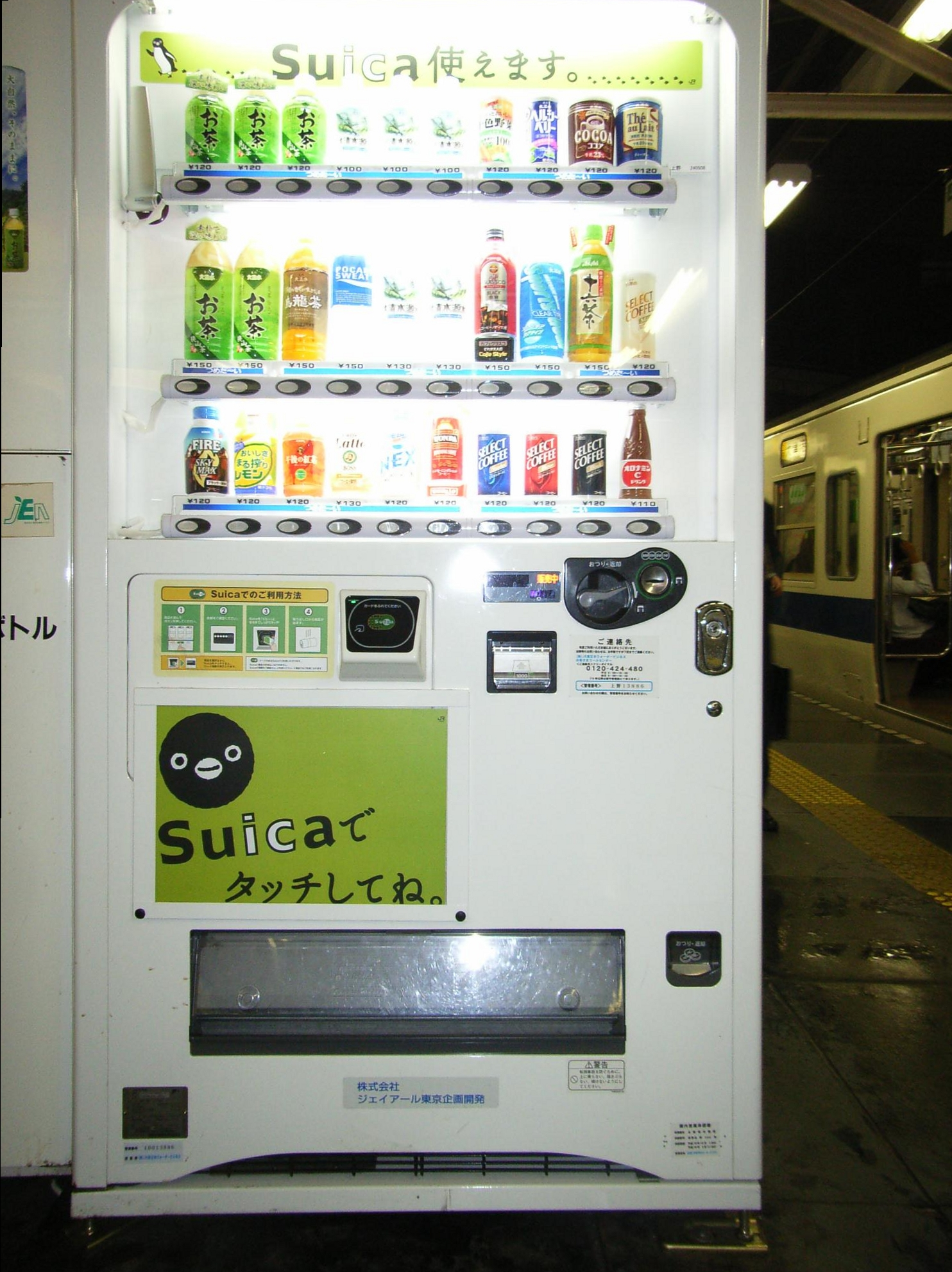
Máquina de refrigerante equipada com leitor de cartões Suica.

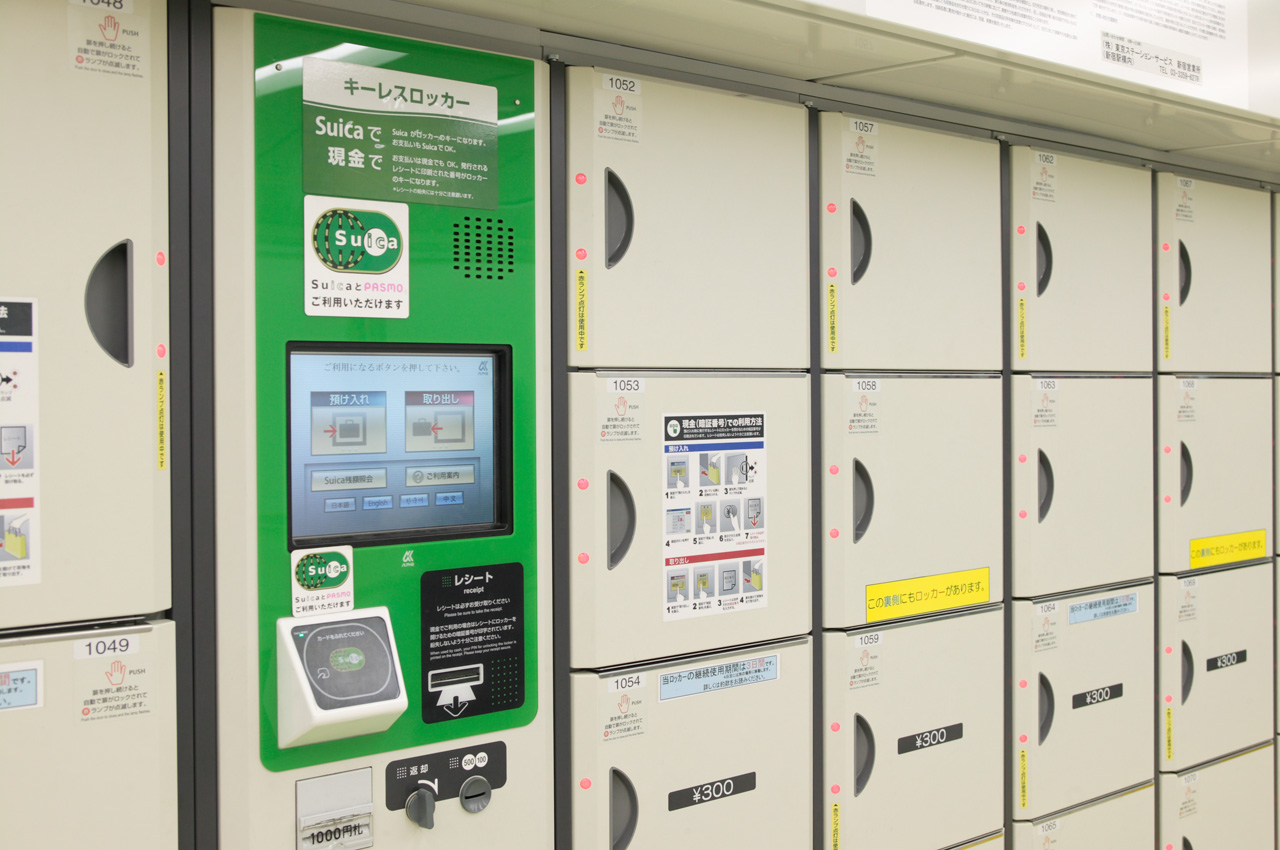
Guarda Volumes equipado com leitor de cartões Suica na estação de Shibuya.

O cartão funciona em Identificação por Rádio Freqüência (RFID) tecnologia desenvolvida pela Sony, chamada FeliCa.

## Celular com Tecnologia Suica
Desde Janeiro de 2006, uma versão chamada Celular Suica foi incorporada ao sistema FeliCa. O sistema inclui aplicações Java para realizar as funções do Suica no celular, recarregando o cartão Suica, o depósito torna-se disponível ao seu celular, podendo realizar todas as funções do cartão, como compras em estabelecimentos através do celular equipado com a tecnologia.
Em 2007 é esperado a integração que irá permitir que as recargas do cartão Suica será debitado diretamente da conta do celular, eliminando a necessidade de ficar constantemente recarregado o cartão.